# Shorea montigena
Shorea montigena är en tvåhjärtbladig växtart som beskrevs av Van Slooten. Shorea montigena ingår i släktet Shorea och familjen Dipterocarpaceae. Inga underarter finns listade i Catalogue of Life.

## Bildgalleri

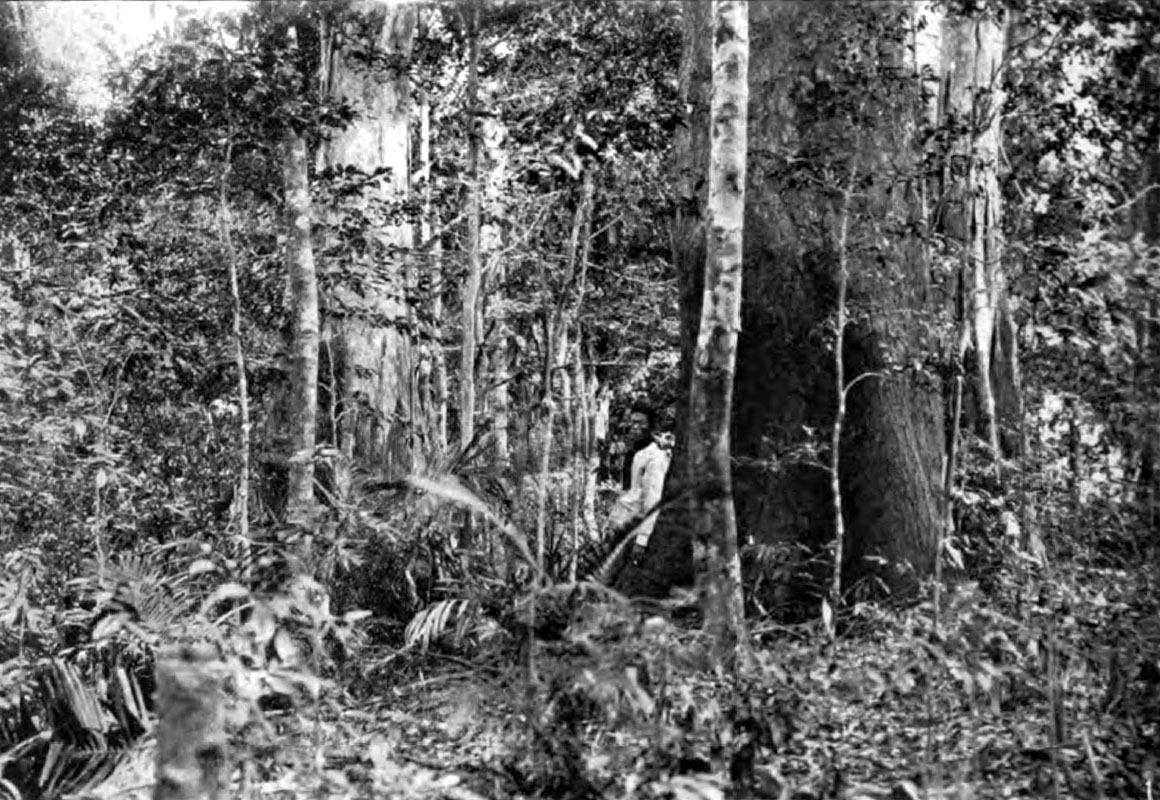
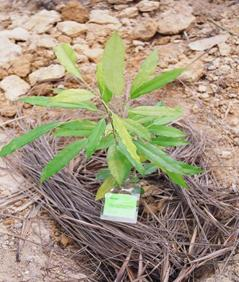
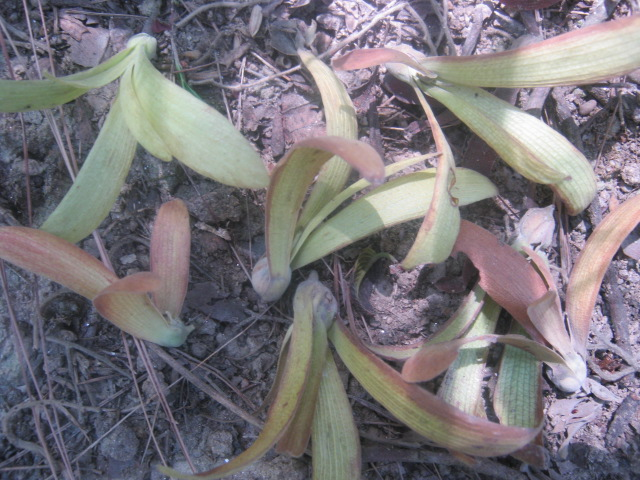
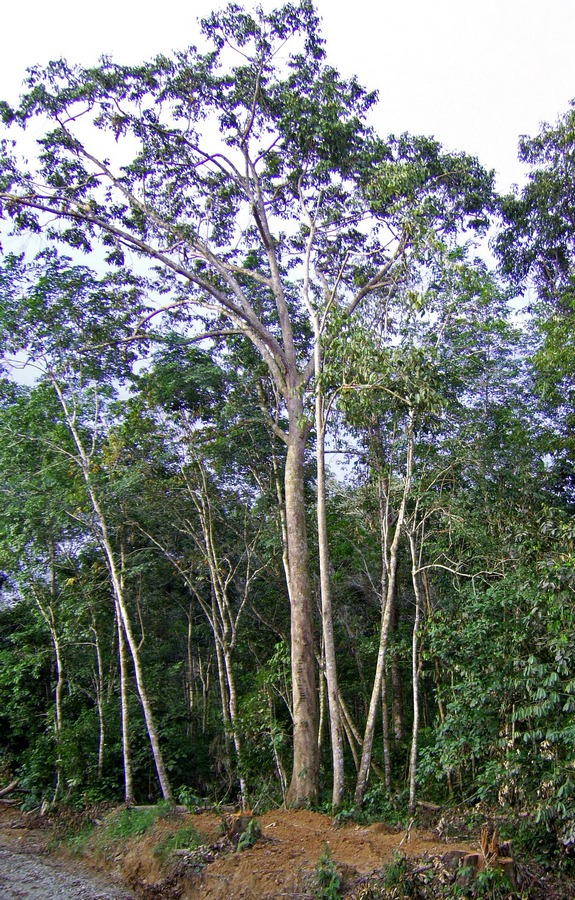